# Polythysana
Polythysana este un gen de molii din familia Saturniidae. 

## Specii
- Polythysana apollina R. Felder & Rogenhofer, 1874
- Polythysana cinerascens (Philippi, 1859)
- Polythysana rubrescens (Blanchard, 1852)